# Витьба
Ви́тьба (бел. Ві́цьба) — река в Витебском районе, левый приток Западной Двины. Длина — 33 километра. На реке, при её впадении в Западную Двину, находится город Витебск (от наименования реки Витьба и произошло название этого города).

## Происхождение названия
Существует целый ряд гипотез о происхождении гидронима «Витьба»:
- от славянского виться[1];
- от общеиндоевропейского ud «вода»[1];
- от термина вить «влажное место, топь»[2];
- от балтийского vid-up- «средняя река»[3];
- от финно-угорского вит «вода»[4];
- от уральских wetti «путь, дорога, след» (либо вит «вода») и ба «река, вода»[5];
- от финского viettävä «покатый, отлогий, крутой»[6];
- от древнего корня вит-, имеющего значение «вода», «влага»[7].

## Описание
Река берёт начало у деревни Поддубье в пределах Витебской возвышенности. Основные притоки — Горновка и Сильница.
Площадь водосбора — 275 км². Водосбор на северо-западных склонах Витебской возвышенности.
Русло реки извилистое. Рукава образуют три острова.
В черте города на берегах и островах реки создана зона отдыха, в которую входят парк имени Фрунзе и парк имени 40-летия ВЛКСМ. На правом берегу расположен ботанический сад. Берега реки соединены автомобильными и пешеходными мостами.

## Галерея

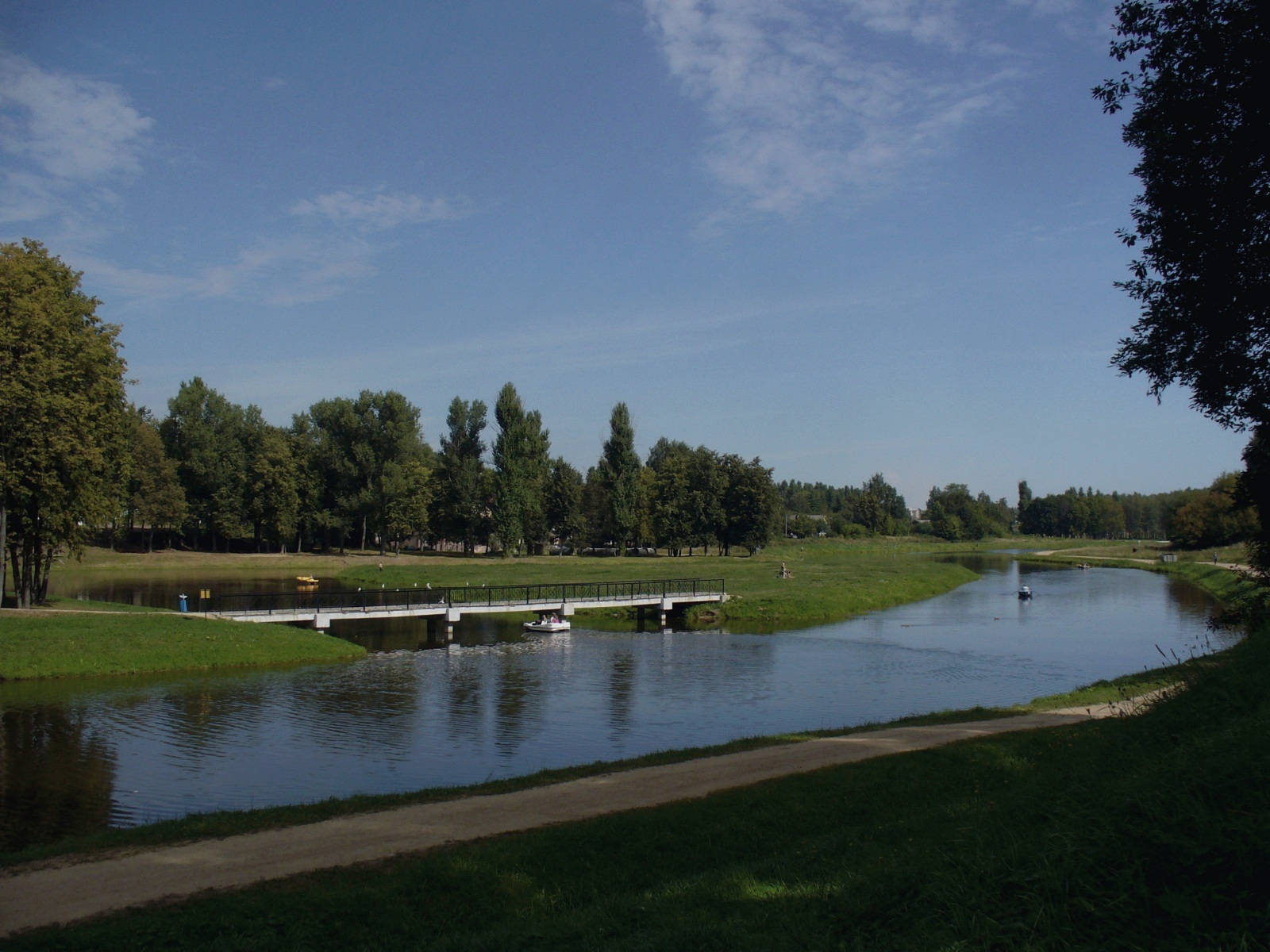
В черте Витебска. Зона отдыха
Устье Витьбы
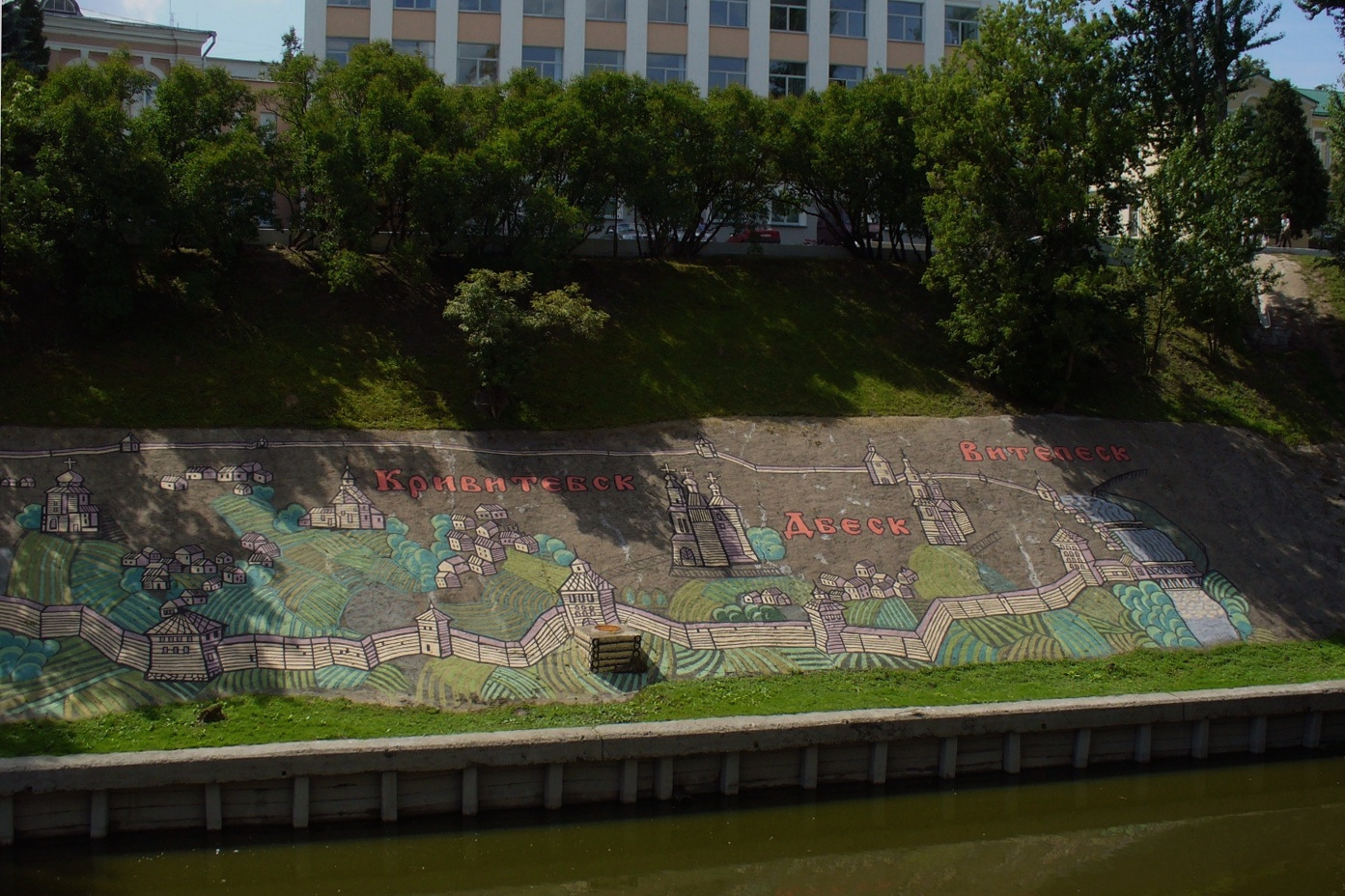
Набережная
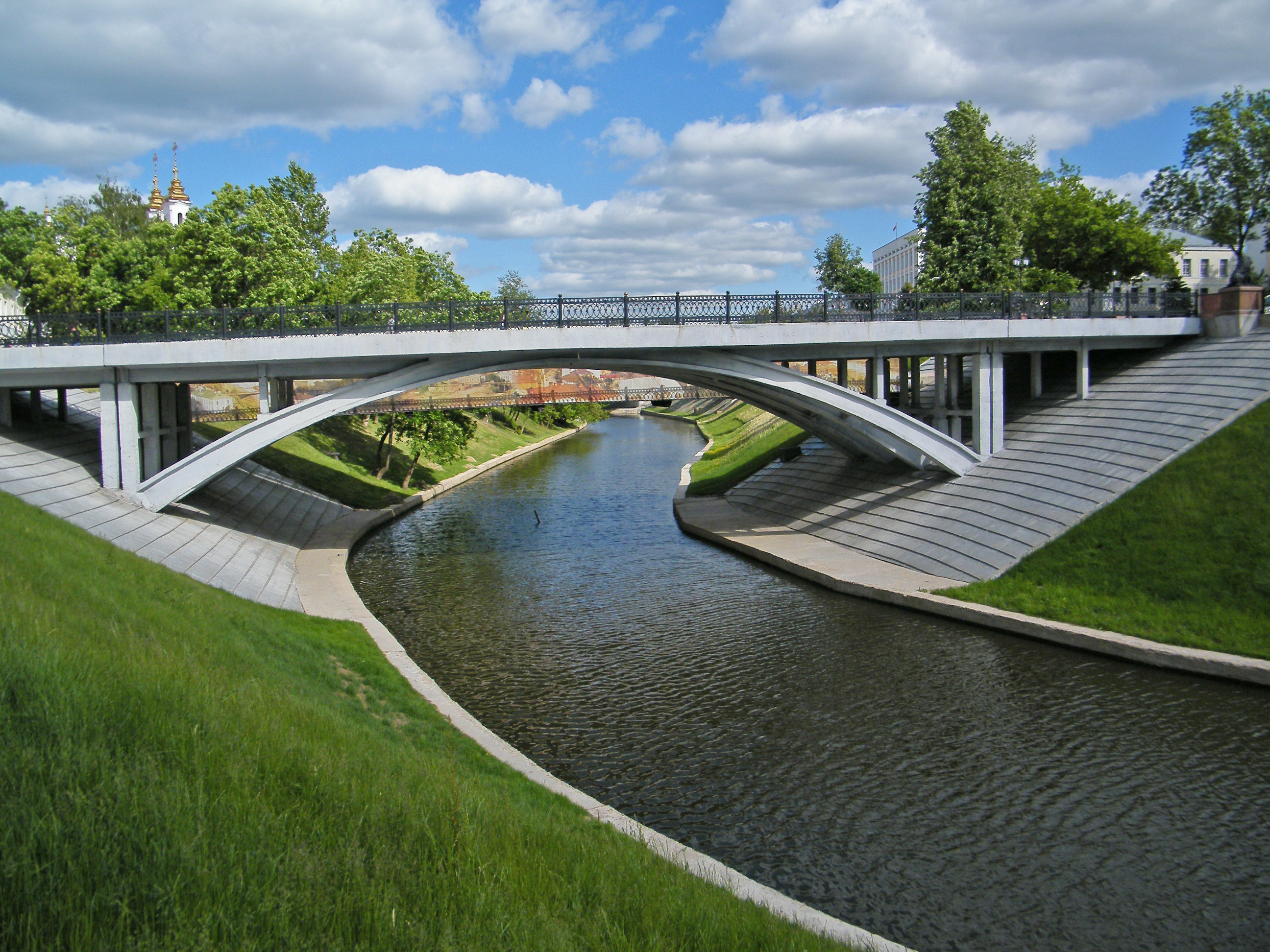
Пушкинский мост
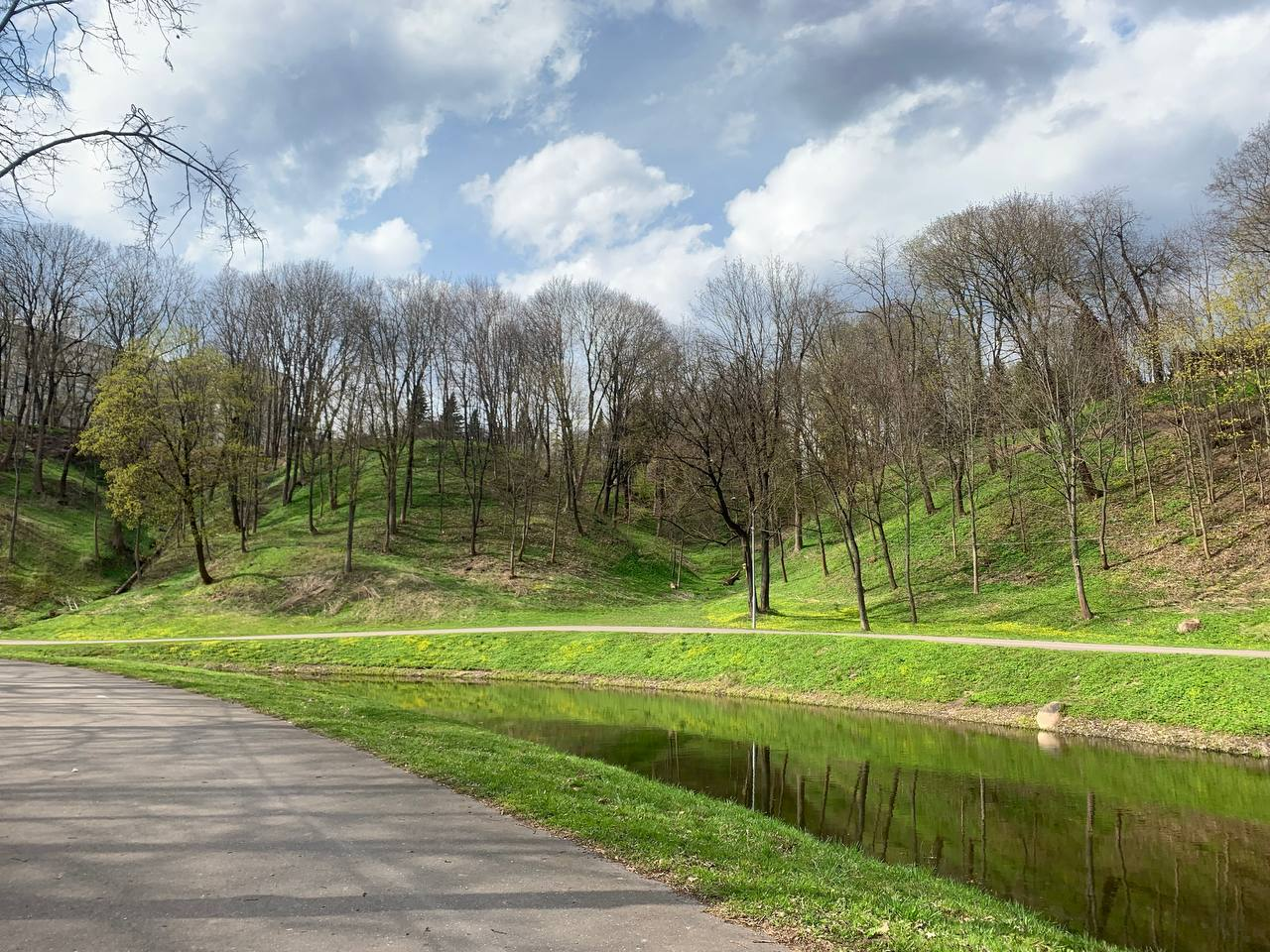
Зона отдыха вдоль реки